# Нежная плоть
«Нежная плоть» (англ. Tender Flesh, исп. Carne fresca) - испано-американский эротический фильм ужасов режиссёра Хесуса Франко. Является ремейком фильма Развратная графиня (фр. La comtesse perverse) 1973 года, посвящённым 25-летию картины, но с другими актёрами (кроме Лины Ромай) и изменёнными именами героев.

## Сюжет
Сценарий почти аналогичен La comtesse perverse. На отдалённый остров, дабы поразвлекать своих гостей аристократов, баронесса Ирина приглашает стриптизёршу с внушительными формами. Здесь, после соответствующего эротического шоу, аристократы приступают к актам садомазохизма с участием приглашённой стриптизёрши, а затем выпускают стриптизёршу на открытое пространство и начинают охотиться на неё.

## В ролях
- Лина Ромай — миссис Радек
- Моника Перент — баронесса Ирина
- Альдо Самбрель — Каллман
- Ален Пети — Пол Радек
- Аналиа Ивар — Фуриа
- Микаил Кронен — Карлос
- Эмбер Ньюман — Паула